# دینا میفتاخودینووا
دینا میفتاخودینووا (اوکراینی: Діна Артурівна Міфтахутдинова؛ زادهٔ ۲ november ۱۹۷۳ (۵۱ سال)) ورزشکار روئینگ اهل اوکراین است. وی همچنین از قایقرانان روئینگ بازی‌های المپیک تابستانی ۲۰۰۰ بوده است.
وی در مسابقات کشوری و بین‌المللی در مجموع برندهٔ ۱ مدال نقره شده‌است.